# Saison 3 de The Crown
Chronologie
Saison 2 Saison 4
Cet article présente la troisième saison de la série télévisée The Crown. Elle a été mise en ligne sur Netflix le 17 novembre 2019.

## Synopsis de la saison
La troisième saison couvre la période entre 1964 et 1977, traitant de l'élection d'Harold Wilson au poste de Premier ministre et se terminant par le jubilé d'argent d'Élisabeth II. Différents évènements historiques sont relatés, tels que les funérailles de Winston Churchill, les relations avec le président américain Lyndon B. Johnson, la vie de la princesse Margaret ou encore la catastrophe d'Aberfan.

## Distribution

### Acteurs principaux[1],[2]
- Olivia Colman (VF : Anne Dolan) : Élisabeth II
- Tobias Menzies (VF : Frédéric Popovic) : Philip Mountbatten
- Helena Bonham Carter (VF : Laurence Bréheret) : Margaret du Royaume-Uni
- Ben Daniels (VF : Patrick Osmond) : Antony Armstrong-Jones, Lord Snowdon
- Jason Watkins (VF : Jean-Pol Brissart) : Harold Wilson, Premier ministre du Royaume-Uni
- Marion Bailey (VF : Françoise Pavy) : Elizabeth Bowes-Lyon
- Josh O'Connor (VF : Pascal Nowak) : Charles de Galles
- Charles Dance (VF : Philippe Catoire) : Louis Mountbatten[3]
- Jane Lapotaire (VF : Cathy Cerdà) : Alice de Battenberg
- Erin Doherty (VF : Leslie Lipkins) : Anne du Royaume-Uni
- Emerald Fennell (VF : Marie Giraudon) : Camilla Shand[4]
- Geraldine Chaplin : Wallis Simpson
- Michael Maloney (VF : Éric Aubrahn) : Edward Heath
- Andrew Buchan (VF : Tanguy Goasdoué) : Andrew Parker Bowles

### Acteurs récurrents[5]
- David Rintoul (VF : Régis Lang) : Michael Adeane
- Charles Edwards (VF : Éric Marchal) : Martin Charteris
- Michael Thomas : Henry de Gloucester
- Penny Downie (VF : Cathy Cerdà) : Alice de Gloucester
- Alan Gill : Winkie
- Pippa Winslow : Blinkie
- Mark Dexter : Tony Benn
- Lorraine Ashbourne : Barbara Castle
- Aden Gillett : Richard Crossman
- Sam Phillips : l'écuyer de la Reine
- Sinéad Matthews (VF : Hélène Bizot) : Marcia Williams
- David Charles : George Thomas
- Stuart McQuarrie : George Thomson
- Patrick Ryecart : Bernard Fitzalan-Howard
- Connie M'Gadzah : Sydney Johnson

### Invités notables
- Mark Lewis Jones (VF : Gabriel Le Doze) : Edward Millward
- Tim McMullan (VF : Philippe Siboulet) : Robin Woods
- Derek Jacobi (VF : Jean-Pierre Leroux) : Édouard VIII
- Harry Treadaway (VF : Brice Ournac) : Roddy Llewellyn
- John Lithgow (VF : Jean-Pierre Leroux) : Winston Churchill
- Samuel West (VF : Thierry Gondet) : Anthony Blunt
- Clancy Brown (VF : Michel Dodane) : Lyndon B. Johnson, 36e Président des États-Unis
- Angus Wright (VF : Franck Capillery) : Martin Furnival Jones
- Michael Simkins (VF : Achille Orsoni) : Patrick Dean
- Pip Torrens (VF : Jean-François Aupied) : Tommy Lascelles
- Richard Harrington : Fred Phillips
- Colin Morgan (VF : Taric Mehani) : John Armstrong
- John Hollingworth (VF : Thierry Kazazian) : Henry Herbert (7e comte de Carnarvon)
- Rupert Vansittart (VF : Paul Borne) : Cecil Harmsworth King
- Julian Glover : Cecil Boyd-Rochfort
- John Finn : Arthur Hancock
- Alan David (VF : Jean-Bernard Guillard) : Ben Bowen Thomas
- Henry Pettigrew (VF : Rémi Caillebot) : Neil Armstrong
- Felix Scott (VF : Alexandre Borras) : Buzz Aldrin
- Andrew Lee Potts (VF : Cédric Barbereau) : Michael Collins
- Togo Igawa : Hirohito
- David Wilmot : Arthur Scargill
- Jessica De Gouw : Lucy Lindsay-Hogg
- Nancy Carroll (VF : Rafaèle Moutier) : Lady Anne Tennant
- Dan Skinner (VF : Thierry Gondet) : Alastair Burnet
- Tim Bentinck : John Betjeman
- Simon Armstrong : Mr. Ellis, conseiller municipal d'Aberfan

## Production

### Tournage
La saison a été tournée au Royaume-Uni et en Espagne. 

## Listes des épisodes[6]
1. Olding (Olding)
2. Margaretologie (Margaretology)
3. Aberfan (Aberfan)
4. Bubbikins (Bubbikins)
5. Coup d'Etat (Coup)
6. Tywysog Cymru (Tywysog Cymru)
7. Poussière de Lune (Moondust)
8. Un homme en suspens (Dangling Man)
9. Imbroglio (Imbroglio)
10. Un cri du cœur (Cri de cœur)